# Staël Abelha
Staël Maria da Rocha Abelha (Caratinga,12 de abril de 1940 — Belo Horizonte, 30 de agosto de 2022) foi uma modelo e atriz de Minas Gerais eleita Miss Brasil 1961. 

## Participação em concursos de beleza
Staël foi eleita Miss Brasil em 11 de junho de  1961 no Maracanãzinho,  Rio de Janeiro, representando o estado de Minas Gerais e para conquistar o título, ela derrotou outras 26 candidatas de todo o país. Ela Foi primeira mineira a ostentar esse título.  
Quando coroada, ela não queria viajar para Miami Beach, Flórida (EUA) para disputar o Miss Universo devido aos ciúmes do namorado, mas a comissão organizadora a convenceu a viajar na véspera do embarque. No concurso realizado em 15 de julho desse ano, ela foi a primeira brasileira a não ser classificada e após voltar de Miami, renunciou ao título para se casar, sendo sucedida pela gaúcha Vera Brauner, segundo lugar no concurso Miss Brasil 1961.  

## Staël na mídia

### Revista O Cruzeiro- 1961
"Um público estimado em 25 000 pessoas acompanhou ao vivo, no Maracanãzinho, Rio de Janeiro, a eleição da Miss Brasil 1961. Vinte e cinco mil juízes e o público, no Maracanãzinho, elegeram a mineira Staël Maria da Rocha Abelha  como Miss Brasil 1961. Pela primeira vez na história deste Concurso houve unanimidade de opinião. Beleza mineira de olhos castanhos ganha hoje o título da mais bela brasileira, pelo voto de 13 juízes e do público que lotou o maracanãzinho, na maior e mais elegante noite da história do Miss Brasil. (O Cruzeiro, 1º/07/1961)."
"Ela escreve o nome com trema no “e”. Faz questão absoluta disso. E tem olhos castanhos, que não são profundos. No conjunto das 22 concorrentes, Staël saltou como o melhor estilo nacional. Com graça, sobretudo. Tudo isso numa modéstia tranquila. Somem: 1,70 de altura, 58 de peso, 98 de busto, 58 de cintura, 98 de quadris, 56 de coxa, 22 de tornozelo e 19 anos de idade. Adicionem ainda os tons imponderáveis, e eis Stael diante de vocês." (O Cruzeiro, 1º/07/1961)

### Revista Manchete- 1961
"Cinco batedores abriram o cortejo que acompanhou a triunfal entrada de Stael em Belo Horizonte. Na frente, um carro com alto-falante tocava uma marchinha composta em homenagem a Miss Brasil: “Ai, Abelha/do meu coração/eu quisera um dia/ser o teu zangão.” Ela ficou o tempo todo de pé, num automóvel conversível, acenando alegremente para uma multidão de cem mil pessoas. O desfile terminou na Prefeitura, onde ela foi recebida pelo Prefeito Amintas de Barros e os vereadores concederam-lhe o título de “Cidadã de Belo Horizonte”. (Manchete, 08/07/1961)
Orgulhosa de ter sido o berço da linda representante do Brasil no concurso internacional de 1961 em Miami, a cidade de Caratinga recebeu apoteoticamente Stael Maria da Rocha Abelha. Eram 15 horas quando, sábado passado, Miss Brasil chegou, de avião, à Caratinga, sua terra natal. O dia era duplamente festivo: a cidade fazia 110 anos e recebia sua filha mais famosa. Cerca de 40 mil pessoas aclamaram a linda moça, em honra de quem foi organizado um grande préstito. Formaram todos os colégios e as bandas de música locais se incorporaram ao desfile. Seu carro alegórico, acompanhado a pé, pela multidão, do aeroporto à cidade, dirigiu-se ao palanque, onde o prefeito a esperava, com a chave da cidade. Caratinga, por sua estação de rádio, proclamou-se, então, a Capital da Beleza. E com isso culminou a apoteose a Miss Brasil. (Manchete, 08/07/1961)
Os mineiros estão muito orgulhosos de sua vitória no concurso de beleza e, por isso mesmo, cercam Miss Brasil das maiores provas de carinho. Em Belo Horizonte, o Banco de Crédito Real de Minas Gerais, visitado por Stael Maria da Rocha Abelha, ofereceu-lhe um cheque-presente de quinhentos dólares, para ajudar o custeio de sua viagem a Miami. Ofereceu-lhe, também, a chave de um cofre forte, para guardar o cetro de Miss Brasil, ou de Miss Universo se ela conquistar o título máximo. O Banco da Lavoura de Minas Gerais, por sua vez, ofereceu-lhe também um valioso presente: cem dólares, para as despesas com a ida aos Estados Unidos. Exprimindo sua gratidão, Stael declarou à reportagem de Manchete: “Só pelo prazer de sentir o carinho e a estima do povo de Minas Gerais valeria a pena ter vivido as angústias por que passei, até conquistar o título de Miss Brasil. Obrigada a todos!” (Manchete, 08/07/1961)

## Últimos anos e morte
Staël viveu seus últimos anos reclusa em função do Mal de Alzheimer.
Morreu em 30 de agosto de 2022,vitimada por problemas cardíacos.

## Outras mineiras eleitas Miss Brasil

### Para o Miss Universo

#### Anos 70
- Eliane Parreira Guimarães (1971) - 5ª colocada no Miss Universo
- Suzana Araújo dos Santos (1978)

#### Anos 80
- Marisa Fully Coelho (1983) - não classificou

#### Anos 90
- Renata Bessa (1995) - não classificou
- Nayla Micherif (1997) - não classificou

#### Anos 2000
- Nathália Guimarães (2007) - vice Miss Universo 2007
- Débora Lyra (2010) - não classificou
- Júlia Horta (2019) - Top 20

### Para o Miss Mundo
- Florence Alvarenga (1973) - finalista
- Iara Coelho (2004) - não classificou